# Peretola
Peretola Firenze nyugati külvárosa, amely a város Amerigo Vespucciról elnevezett nemzetközi repülőteréről ismert. Közigazgatásilag a Rifredi 5. körzethez tartozik, s annak új székhelyének is otthont ad. 

## Története
A Peretola helynév a pera (körte) névből származhat. A körtefa a múltban nagyon gyakori növény volt a Toszkán-síkságon, termése pedig Peretola ősi családjainak címerében is megtalálható.
A település gyökerei valószínűleg az etruszk korba nyúlnak vissza, mivel egyes történészek szerint Peretola neve a Motrone a Mutro, Mutronis latinizált etruszk helynévből származik, amelyből a mai Motrone is származik.
Peretolát először egy 1178. augusztus 12-én kelt dokumentum említi, amely a 15. században élt át jelentős fejlődési időszakot, amikor Firenze a legnagyobb gazdasági és kulturális pompát élvezhette. Két fő közlekedési útvonala, a via Pistoiese és a via Pratese, Brozzi település része volt 1928-ig, amikor is az utóbbit megszüntették.
Peretola volt a Vespucci család származási helye, ahol a híres hajós, Amerigo is született. A családi házat jó állapotban megőrizték a régi faluban, és a közeli Firenze-Peretola repülőteret e híres fiáról nevezték el.
Szintén itt született Tommaso Masini, akit Zoroastro da Peretola néven ismernek. Leonardo da Vinci barátja és munkatársa volt, állítólag a tudós által feltalált „repülőgép” vakmerő tesztpilótája. Mint ismeretes, a merész kísérlet kudarcot vallott, de úgy tűnik, hogy Masini nem szenvedett komoly sérüléseket a szerencsétlen repüléstől.

## Műemlékek
A Santa Maria a Peretola plébániatemplomban Luca della Robbia remekműve, a Szent Tabernákulum (1441) és Francesco di Simone Ferrucci keresztelőkútja (1446) láthatók. A közeli Santissima Annunziata oratórium a neoklasszikus építészet ritka példája a környéken.
Közvetlenül a régi település mellett található a Santa Maria Verginének (1510) szentelt kecses nyolcszögletű oratórium, amely kis méretben reprodukálja a Santa Maria del Fiore kupoláját. A legtöbben kis kupolaként ismerték, egykor nyílt vidéken feküdt, ma pedig a via Pratese járműforgalma veszi körül, és az új Firenze–Officine di Brozzi–Campi Bisenzio vasút pilonjai.
Peretola ősi területét szűk utcácskák alkotják, jellemzően egy vidéki falura, tabernákulumokkal tarkítva, ahol számos udvar található, amelyek körül a házakat a tipikus paraszti építési séma szerint rendezték el. Néhány ilyen udvar a 14. századból származik, de a 17. és 18. század között jelentős fejlődésen ment keresztül. Különféle házak néznek ránk, amelyeknek furcsa vagy festői nevük van. Az úttesttől boltíves átjáróval elválasztott, olykor meg fagerendákkal borított udvarok a környékbeli családok természetes összejövetelének igényére készültek.
A via L. Gori és via G. Piantanida között megcsodálhatók a Palagio degli Spini vagy a Villa di Motrone paloták, amelyeket Santi di Tito építész tervezett a Spini család számára.
A város szélén elhelyezkedő csomópontként való jelentőségét néhány huszadik századi építmény bizonyítja, mint például az elektromos alállomás, amely a húszas évek funkcionális építészetének érdekes példája, vagy az újabb Meeting Point Észak-Firenzeben, egy modern értelmezése (1999) a hagyományos firenzei építészet elemeinek, például a portikusznak.

## Irodalmi idézetek
Peretola faluban Giovanni Boccaccio Dekameronjából készült híres Chichibio és a daru című novellája játszódik (…aki sólymával egy nap Peretola mellett megölt egy darut…), és szintén megemlíti.p az ott termelt bor rossz minőségét Francesco Redi 1685-ös „Bacco in Toscana” című művében (518–520. sorok)

„e per pena sempre ingozzi
vin di Brozzi,
di Quaracchi e di Peretola 
(büntetésből mindig csuklik,
 ha már megissza Brozzi,
Quaracchi és Peretola borát)”

Peretola egyben Franco Sacchetti Trecentonovelle LXIV. mulatságos novellájának színhelye is („Agnolo di ser Gherardo hetvenévesen lovagolni megy Peretolába, ahol a lónak bogáncsot tesznek a farka alá, amely együtt mozog a nyeregkápával, amitől a ló meg sem áll, amíg Firenzébe nem ér.”
A környék borának rossz minősége bizonyára valóban közmondásos volt. 1593-ban a firenzei Collegio degli Osti tréfás pert indított az Accademici della Cruscán, amelyben megállapították, hogy a tanult nyelvészeknek csak a „Cinque Terre di Toscana" vagyis Brozzi, Quaracchi, Peretola, Donnio és Lecore rossz borát szabad felszolgálni, ellentétben a híres ligur Cinque Terre vidékkel, amely kiváló borok termelője. A fogadósok szerint ennek a vidéknek a bora különösen rossz volt, hordós, száraz, penészes, pimpós, bőrös, marcorella ízű. Egy hagyományos firenzei közmondás is kínos hírnevet tulajdonít a környék lakóinak: „Peretola, Brozzi és Campi, a legrosszabb fajta, amit Krisztus nyomtat."
Francesco Redi tudós és író írt egy történetet „A peretolai púpos" címmel, amely egy e helységből származó púpos történetét meséli el, aki megirigyelte azt a szerencsét, amely egy másik púpost ért, akit a beneventói boszorkányok gyógyítottak ki fejlődési rendellenességéből. Késedelem nélkül odament, de mivel rosszul bánt a boszorkányokkal, őt egy második púp hozzáadásával büntették meg.
Pasquale Festa Campanile, híres 1976-os Zsoldoskatona című filmjében azon 13 olasz között, akiket Ettore Fieramosca szedett össze, hogy szembenézzen a de La Motte-i franciákkal, egy képzeletbeli Albimonte da Peretolát hoz fel, aki kardforgató szakértő és zseni. Leonardo da Vinci pedig a róla elnevezett titkos vívás feltalálója.
Az irodalmi idézetek befejezéseként Aldo Palazzeschi említi Peretolát Sorelle Materassi című regényének első oldalain.

## Képek

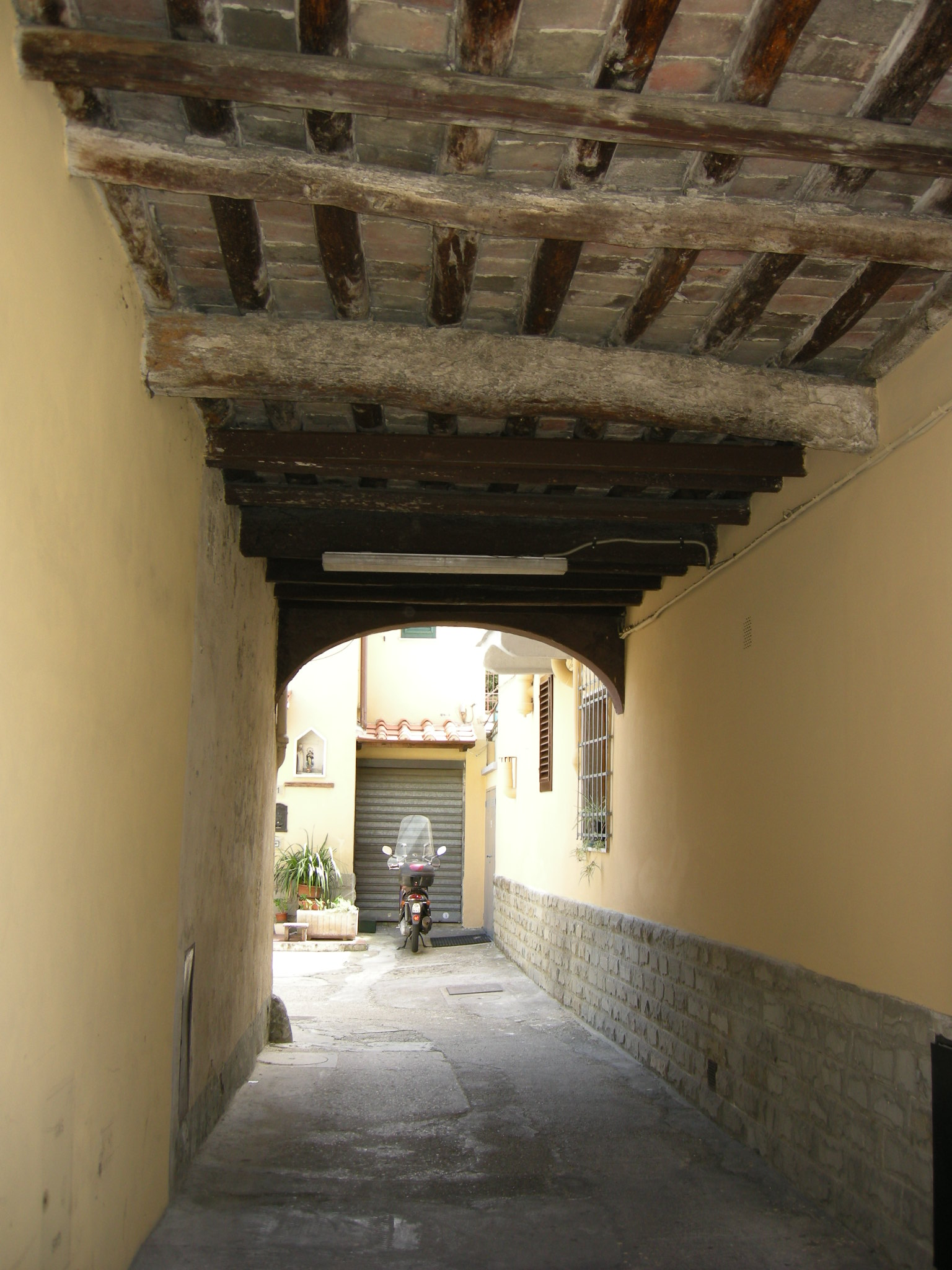
Jellegzetes…
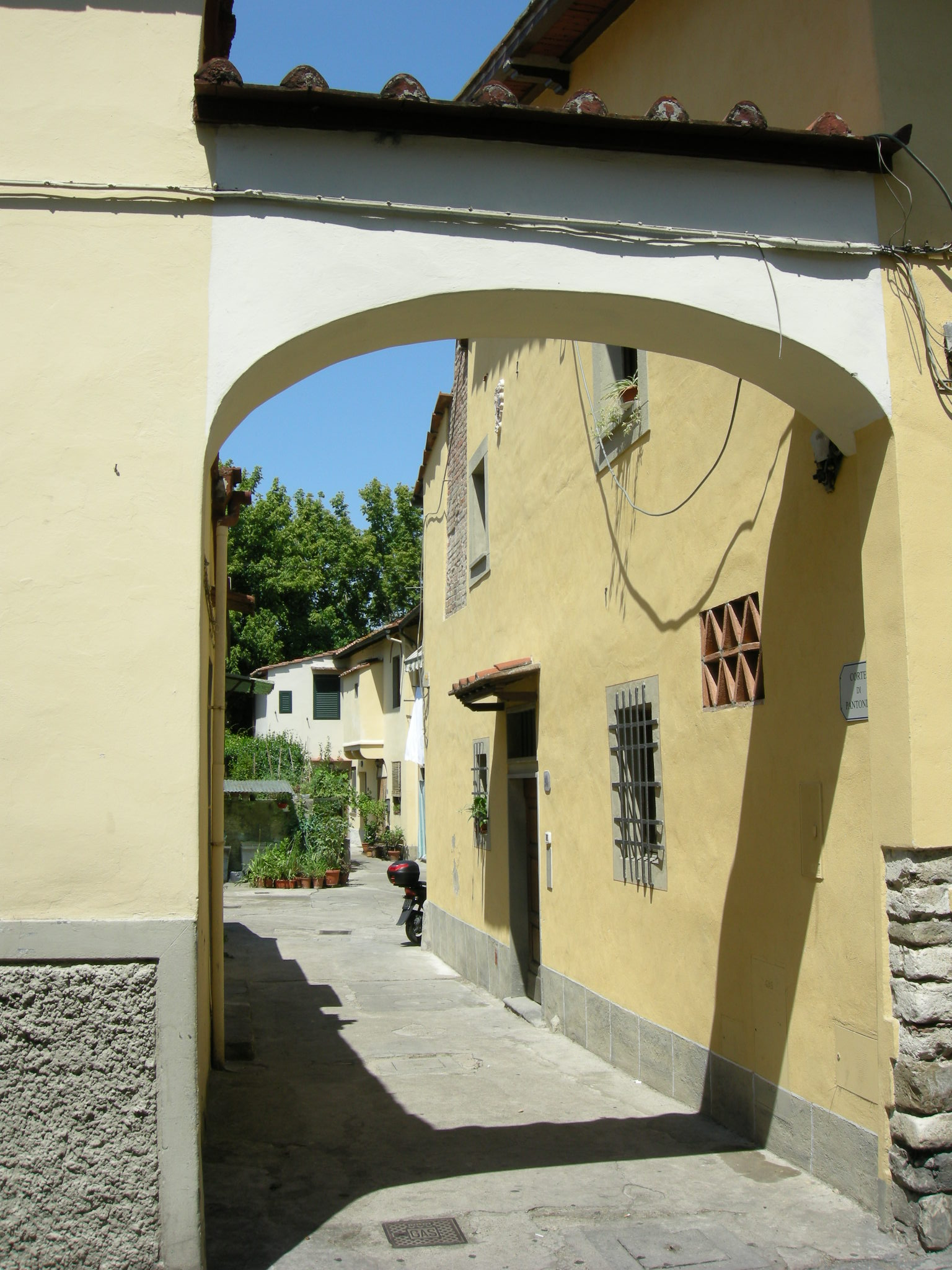
peretolai…
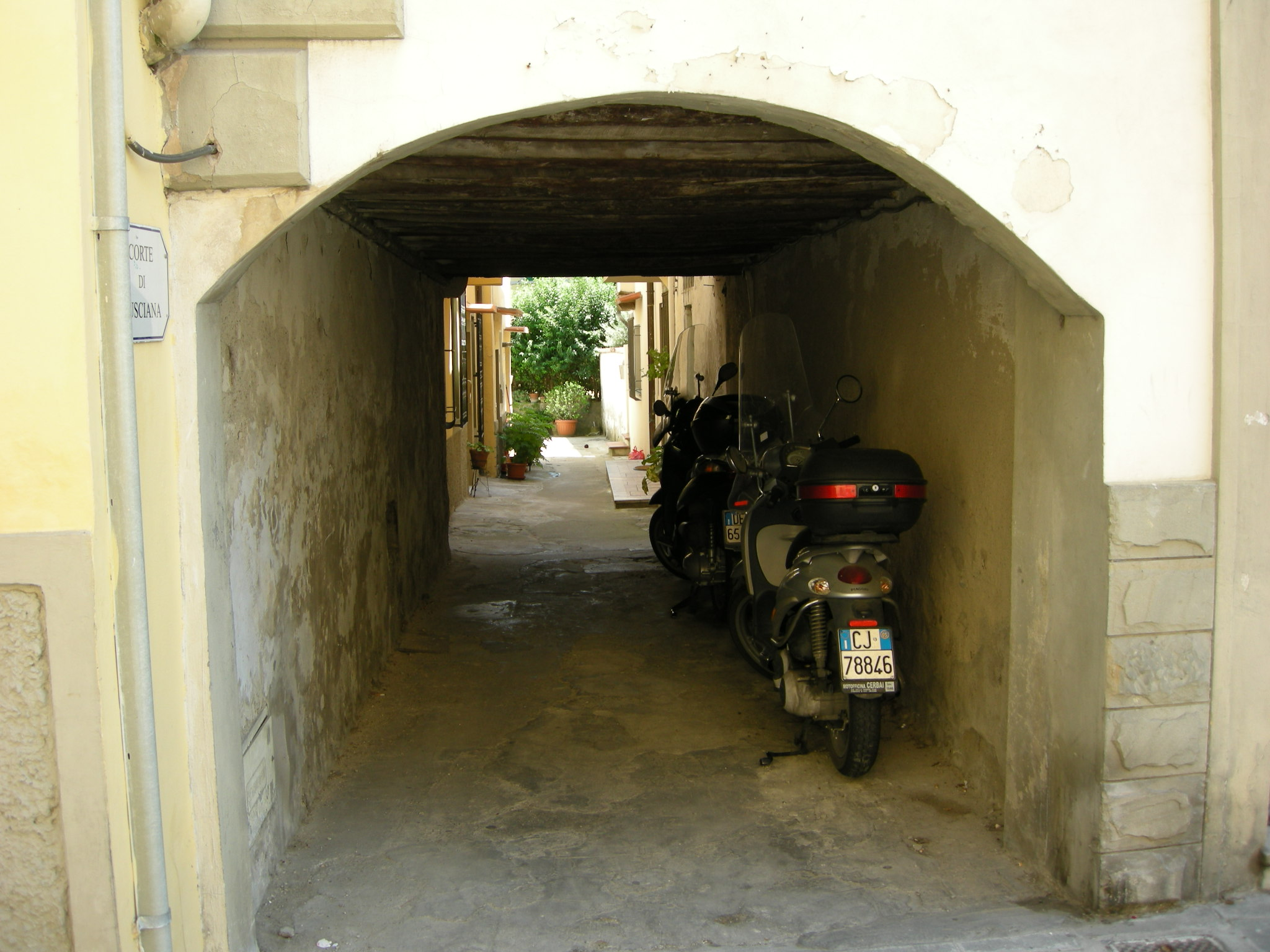
udvarok
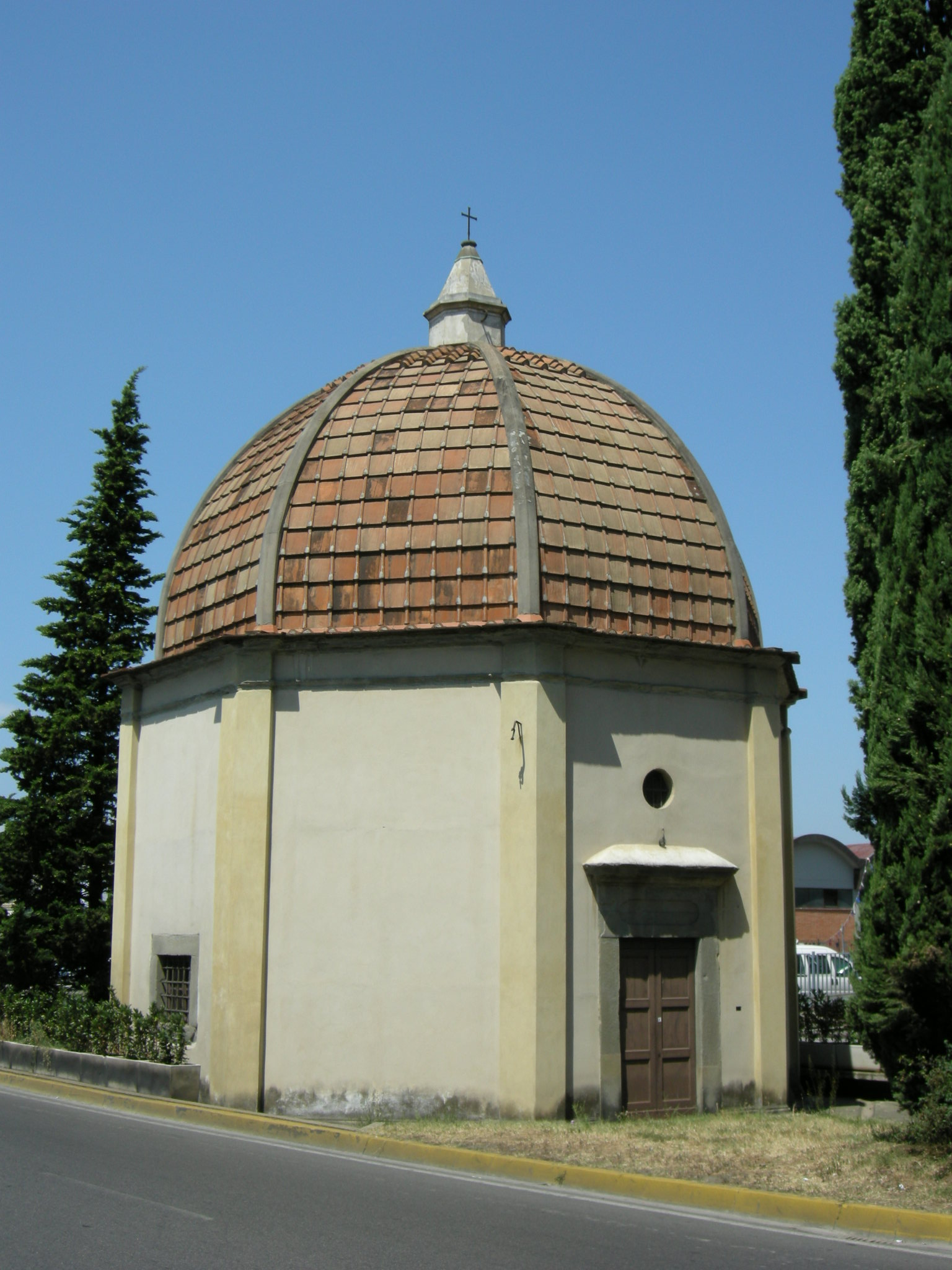
A Santa Maria Vergine della Pietà oratóriuma
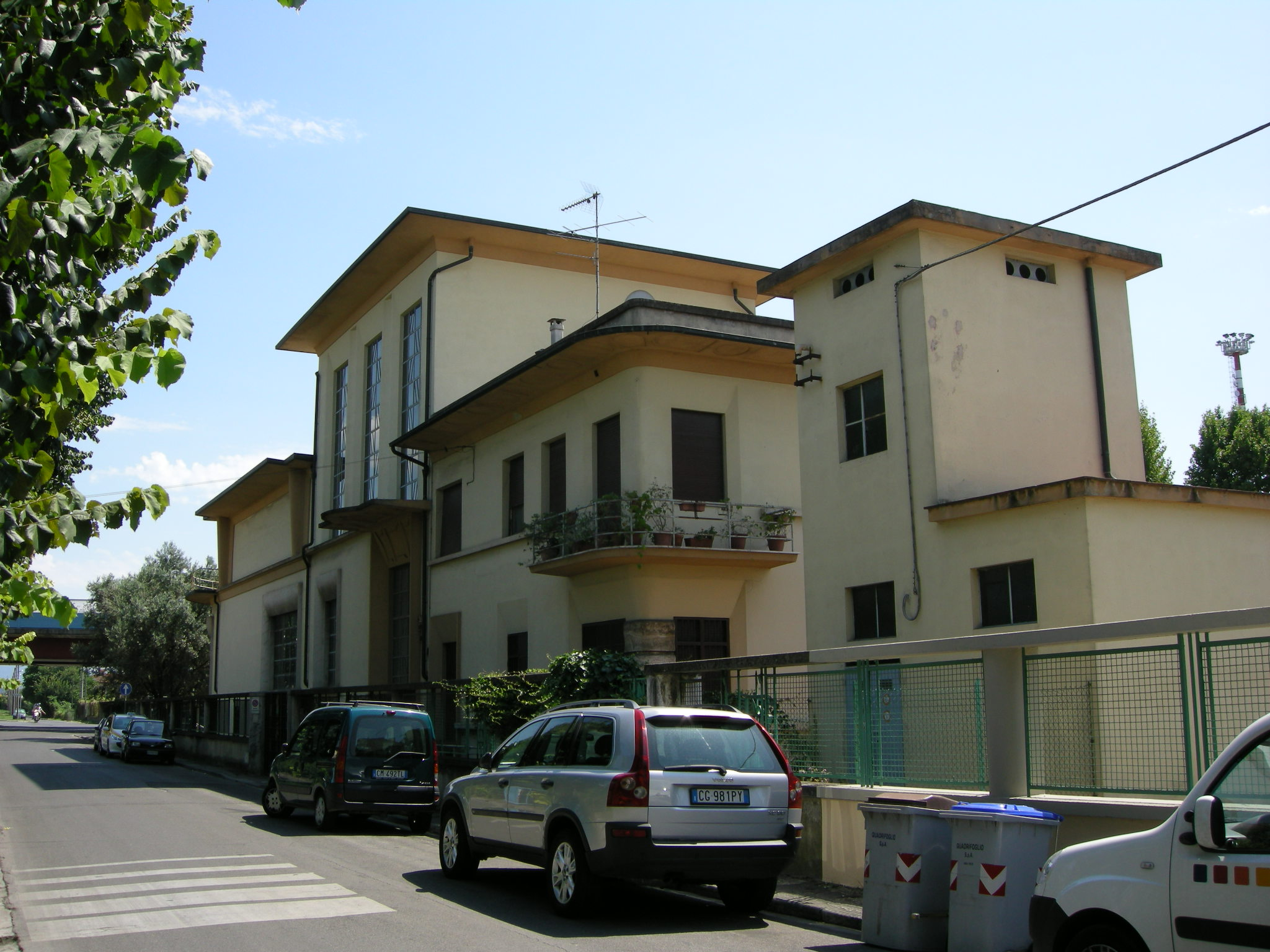
Az elektromos alállomás
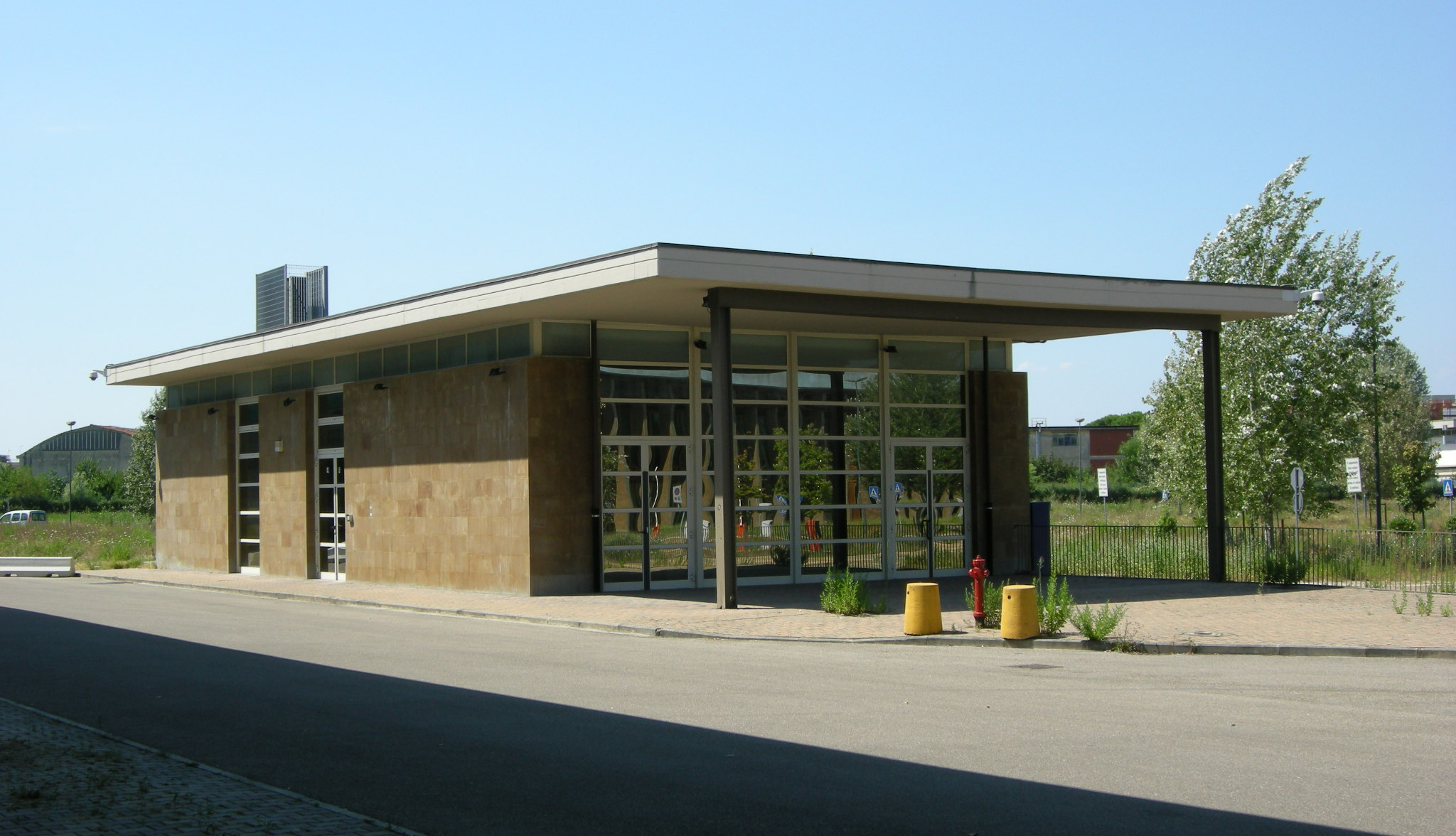
A Meeting Point

## Fordítás
- Ez a szócikk részben vagy egészben  a   Peretola című olasz Wikipédia-szócikk ezen változatának fordításán alapul.  Az eredeti cikk szerkesztőit annak laptörténete sorolja fel. Ez a jelzés csupán a megfogalmazás eredetét és a szerzői jogokat jelzi, nem szolgál a cikkben szereplő információk forrásmegjelöléseként.